# Hospital Clínico de Magallanes
El Hospital Clínico de Magallanes Dr. Lautaro Navarro Avaria es un recinto hospitalario de alta complejidad, el principal de la red asistencial del Servicio de Salud Magallanes y más avanzado del extremo sur americano. Es el centro de referencia de la Región de Magallanes y la Antártica Chilena. Se encuentra ubicado en la capital regional, Punta Arenas, Chile.

## Historia
Con la constitución de la Junta de Beneficencia en 1898 comenzó la habilitación de un hospital provisorio, en donde fue habilitada una sala de cirugía y una sala de enfermos con capacidad para 20 pacientes. Este hospital provisorio se mantuvo operativo hasta 1906, cuando fue inaugurado el Hospital de la Caridad en nuevo terreno el 1 de febrero de ese mismo año.
Aparte de servir a la provincia, el Hospital atendía a los habitantes de los territorios argentinos de Santa Cruz y Tierra del Fuego, la colonia de las Islas Malvinas y los pasajeros del tráfico marítimo del Estrecho de Magallanes.
El Hospital de la Caridad funcionó hasta 1953, año en que comenzó en funcionamiento el Hospital Base de Magallanes, centro de referencia regional, y que fue ampliado en los años 1980. Con el aumento sostenido de la población y la mayor demanda de salud, se llevó a la necesidad de la construcción de un nuevo recinto hospitalario, por lo cual se construyó un nuevo y moderno hospital unos 5 kilómetros al norte del centro de la ciudad, el cual fue inaugurado el año 2010. Lo que daría paso a la creación del polo de salud más importante del extremo sur americano ya que colindando al hospital se encuentra el Centro de Rehabilitación Cruz del Sur, la casa de acogida para pacientes de otras ciudades, helipuerto, jardín infantil y el Centro Asistencial Docente y de Investigación UMAG en el cual funciona el Centro de Excelencia en Biomedicina de Magallanes.
Al inaugurarse el nuevo hospital en 2010, se le adjunto el nombre de "clínico" por lo cual una de sus bases es la docencia, por esta razón el año 2016 bajo un convenio suscrito con la Universidad de Magallanes, se realizó la incorporación de estudiantes de la Escuela de Medicina de la Universidad de Magallanes, los cuales son formados en este recinto asistencial. Además de alumnos de la carrera de Medicina, realizan prácticas e internados profesionales alumnos de la Facultad de Ciencias de la Salud de la UMAG, la cual agrupa las carreras de enfermería, kinesiología, terapia ocupacional, nutrición y dietética, fonoaudiología y técnico en enfermería. 